# آتش خیر
آتش خَیّر (۳۰ مهر ۱۳۳۱ در تهران – ۷ اردیبهشت ۱۳۶۵ در تهران) بازیگر سینما، تئاتر و تلویزیون ایران بود.

## زندگی
آتش در سال ۱۳۵۰ در نوزده سالگی به تحصیل پایان داد اما مطالعه را رها نکرد و در ادامه هنر بازیگری را برگزید. ابتدا در صحنه تئاتر ظاهر شد. در نخستین کار، نشان داد که صاحب استعداد است و با همین نقش بود که محمدعلی جعفری، پیشکسوت تئاتر، او را برای بازی در نمایشنامه خسیس به همکاری شهلا میربختیار و پرویز فنی‌زاده در نظر گرفت. آتش از آن پس به سینما راه یافت تا در فیلم صادق کرده به کارگردانی ناصر تقوایی و بازی عزت‌الله انتظامی ایفای نقش کند.

### درگذشت
وی در ۷ اردیبهشت ۱۳۶۵ در سن ۳۴ سالگی در اثر بیماری سرطان، چشم از جهان فروبست و در قطعه ۱۹۶، ردیف ۴۰، شماره ۱۳ بهشت زهرای تهران به خاک سپرده شد.

## فعالیت‌ها و آثار

### مجموعه تلویزیونی

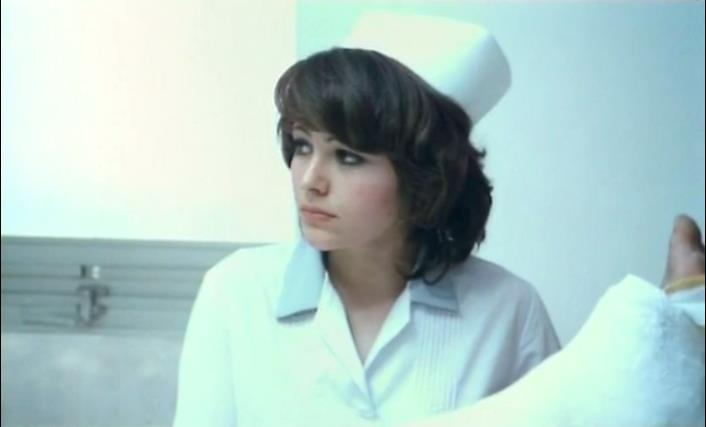
آتش خیر در فیلم دایره مینا

| سال     | عنوان               | کارگردان         |
| ------- | ------------------- | ---------------- |
| ۱۳۵۰–۵۲ | دلیران تنگستان      | همایون شهنواز    |
| ۱۳۵۲–۵۳ | داستان‌های مولوی     | علی حاتمی        |
| ۱۳۵۳    | تلخ و شیرین         | منصور پورمند     |
| ۱۳۵۴    | غریبه               | محمدعلی زرندی فر |
| ۱۳۵۵    | مرد اول             | پرویز کاردان     |
| ۱۳۵۶    | خسرومیرزای دوم      | نصرت کریمی       |
| ۱۳۵۶–۵۷ | عشق پیری            | جلال احساس       |
| ۱۳۵۵    | سفرهای پیترودلاواله | پروین انصاری     |

### سینمایی
| سال  | عنوان            | کارگردان       |
| ---- | ---------------- | -------------- |
| ۱۳۵۱ | صادق کرده        | ناصر تقوایی    |
| ۱۳۵۲ | بی‌قرار           | ایرج قادری     |
| ۱۳۵۶ | سوته دلان        | علی حاتمی      |
| ۱۳۵۷ | سایه‌های بلند باد | بهمن فرمان‌آرا  |
| ۱۳۵۷ | دایره مینا       | داریوش مهرجویی |

## جوایز
آتش خیر با کسب دیپلم افتخار در جشنواره سینمایی، لیاقت خود را نشان داد. 